# Eriko Asai
Eriko Asai (Japans: 浅井えり子, Asai Eriko) (Adachi (Tokio), 20 oktober 1959) is een voormalige Japanse langeafstandsloopster, die gespecialiseerd was in de marathon. Ze nam eenmaal deel aan de Olympische Spelen, maar won bij die gelegenheid geen medailles.

## Loopbaan
In 1986 won Asai een gouden medaille op de Aziatische Spelen. Op de Olympische Spelen van 1988 in Seoel nam ze deel aan de marathon. In 1994 schreef ze de marathon van Nagoya op haar naam.

## Persoonlijke records
| Onderdeel      | Prestatie | Datum             | Plaats        |
| -------------- | --------- | ----------------- | ------------- |
| 5000 m         | 15.41,80  | 5 mei 1993        | Shizuoka      |
| 10.000 m       | 32.22,18  | 25 april 1993     | Kōbe          |
| halve marathon | 1:10.51   | 20 september 1992 | South Shields |
| marathon       | 2:28.22   | 7 maart 1993      | Nagoya        |

## Palmares

### 5000 m
- 1985:  Japanse Nationale Spelen in Tottori - 16.24,3
- 1986:  Sponichi Meeting in Tokio - 16.14,23
- 1986:  Odawara - 16.19,3
- 1992:  Shizuoka International - 15.45,77

### 10.000 m
- 1985: 5?e Japanse kamp. in Tokio - 34.41,75
- 1986:  Chu-o-Dai - 34.06,6
- 1986: 6e Japanse kamp. in Tokio - 35.04,46
- 1987:  Hyogo Relays in Kobe - 33.56,99
- 1994: 4e Hyogo Relays in Kobe - 32.47,88

### 20 km
- 1983:  Kobe Women's - 1:11.28
- 1984:  Miyazaki - 1:11.55
- 1985:  Times in Sapporo - 1:11.08
- 1991:  Niigata in Nakajo - 1:09.21

### halve marathon
- 1987:  halve marathon van Sapporo - 1:14.50
- 1987:  halve marathon van Shibetsu - 1:14.00
- 1988:  halve marathon van Sapporo - 1:13.58
- 1988:  halve marathon van Shibetsu -
- 1989:  halve marathon van Kanazawa - 1:14.10
- 1991:  halve marathon van Matsue - 1:15.01
- 1991:  halve marathon van Sapporo - 1:14.26
- 1992:  halve marathon van Sapporo - 1:12.29
- 1992: 7e WK in South Shields - 1:10.51
- 1993: 4e halve marathon van Tokio - 1:11.33
- 1993:  halve marathon van Hakodate - 1:14.45

### 30 km
- 1987:  Shinmai - 1:48.20
- 1994:  Ome-Hochi - 1:44.52
- 1999: 5e Ome-Hochi - 1:51.34

### marathon
- 1980: 12e marathon van Tokio - 3:00.32
- 1981: 13e marathon van Tokio - 2:56.49
- 1982: 19e marathon van Osaka - 2:54.26
- 1983: 21e marathon van Osaka - 2:52.23
- 1983:  marathon van Vancouver - 2:50.36
- 1983: 5e marathon van Tokio - 2:39.47
- 1984: 4e marathon van Nagoya - 2:38.31
- 1984:  marathon van Sydney - 2:43.42
- 1984:  marathon van Tokio - 2:33.43
- 1985: 9e marathon van Osaka - 2:40.16
- 1985: 9e marathon van Hiroshima - 2:37.18
- 1985: 14e marathon van Tokio - 2:45.24
- 1986:  Aziatische Spelen in Seoel - 2:41.03
- 1986:  marathon van Osaka - 2:34.47
- 1986: 7e marathon van Tokio - 2:40.44
- 1987: 26e WK - 2:48.44
- 1988: 4e marathon van Osaka - 2:32.13
- 1988: 25e OS - 2:34.41
- 1989: 4e Boston Marathon - 2:33.04
- 1990: 11e marathon van Osaka - 2:34.31
- 1990:  marathon van Nagoya - 2:33.40
- 1990:  marathon van Sapporo - 2:36.55
- 1991: 13e marathon van Osaka - 2:37.24
- 1991:  marathon van Bekkai - 2:35.29
- 1992: 5e marathon van Tokio - 2:31.41
- 1992:  marathon van Nagoya - 2:31.42
- 1992: 13e marathon van Osaka - 2:32.29
- 1993: 4e marathon van Nagoya - 2:28.22
- 1993:  Gold Coast Marathon in Brisbane - 2:29.29
- 1993: 5e marathon van Tokio - 2:31.34
- 1993:  marathon van Ageo - 2:34.07
- 1994:  marathon van Nagoya - 2:30.30
- 1994:  marathon van Honolulu - 2:38.21
- 1995: 9e marathon van Honolulu - 2:56.43
- 1996: 14e marathon van Nagoya - 2:33.02
- 1996:  marathon van Portland - 2:40.03
- 1996: 8e marathon van Honolulu - 2:50.23
- 1997:  marathon van Kaanapali - 2:49.30
- 1997:  marathon van Bekkai - 2:50.23
- 1997: 17e New York City Marathon - 2:45.39
- 1997: 9e marathon van Honolulu - 2:46.01
- 1998: 20e marathon van Osaka - 2:38.47
- 1998:  marathon van Kaanapali - 2:43.15
- 1998: 5e marathon van Gold Coast - 2:43.47
- 1998: 12e marathon van Honolulu - 2:54.09
- 1999: 29e marathon van Nagoya - 2:45.45
- 1999: 8e marathon van Gold Coast - 2:52.33
- 1999:  marathon van Bekkai - 2:56.07
- 1999:  marathon van Niagara Falls - 2:50.48
- 1999: 5e marathon van Honolulu - 2:46.47
- 2000: 50e marathon van Osaka - 2:56.09
- 2000:  marathon van Bekkai - 2:54.09
- 2000: 8e marathon van Honolulu - 2:47.23
- 2001: 36e marathon van Nagoya - 2:43.31
- 2001:  marathon van Gold Coast - 2:41.34
- 2001: 43e marathon van Tokio - 2:54.13
- 2001: 9e marathon van Honolulu - 2:55.15
- 2002: 17e marathon van Honolulu - 3:06.38
- 2003: 16e marathon van Honolulu - 3:05.14
- 2004: 17e marathon van Gold Coast - 3:06.09
- 2004: 12?e marathon van Bekkai - 3:12.30
- 2004: 31e marathon van Honolulu - 3:14.21
- 2005: 10?e marathon van Itabashi - 3:14.21
- 2005: 17e marathon van Nagano - 3:00.35
- 2006: 18e marathon van Nagano - 3:06.54
- 2006: 19e marathon van Honolulu - 3:13.12

### veldlopen
- 1986: 93e WK in Colombier - 16.18,2

- CiNii: DA09673532
- World Athletics: 14286108
- Bibliotheek van het Japanse parlement: 00405060
- Virtual International Authority File: 258441717